# Can Ventura (Montgat)
Can Ventura és una obra amb elements eclèctics i historicistes de Montgat (Maresme) inclosa a l'Inventari del Patrimoni Arquitectònic de Catalunya.

## Descripció
Mansió constituïda per diferents cossos on també es troba l'antiga fàbrica tèxtil. L'estructura de la casa recorda a un castell medieval per l'ús de torrasses, torretes circulars, barbacanes, merlets en els acabaments superiors dels murs,... Té un cos central, més alt que la resta, amb un gran escut i una fornícula amb una escultura al damunt. També destaca una xemeneia en forma de figura humana. Està construïda amb maó vist i pedra.

## Història
La casa va pertànyer a la família Ventura, propietària de la fàbrica annexa "Los Toldos", on es feien tendals i veles de vaixell.